# Панчево (Украина)
Па́нчево (укр. Панчеве) — село в Новомиргородской городской общине Новоукраинского района Кировоградской области Украины.
До 2020 года входило в Новомиргородский район
Население по оценке 2017 года составляло около 1500 человек. Почтовый индекс — 26034. Телефонный код — 5256. Код КОАТУУ — 3523885801.

## История
Село Панчево — военное поселение названо в честь большого г. Панчево в Сербии. В 1751-1752гг на свободных и малозаселенных землях Дикого Поля на правобережье р. Днепр, по разрешению императрицы Елизаветы, поселились переселенцы из Сербии во главе с генерал-майором Иваном Хорватом: два гусарских полка и два пандорских (отличающихся исключительной храбростью) пехотных полка. Это 620 семей (сербы, болгары, молдаване). Каждая семья получила землю, жалованье, права, привилегии и т. д. Расселились ротами по южной границе и вдоль реки Большая Высь.
Десятая рота — будущее село Каниж
Девятая рота — будущее село Панчево
Восьмая рота — будущее село Мартоноша